# Leptotogea guineae
Leptotogea guineae är en stekelart som beskrevs av Heinrich 1968. Leptotogea guineae ingår i släktet Leptotogea och familjen brokparasitsteklar. Inga underarter finns listade i Catalogue of Life.